# Go Chuck Yourself
Go Chuck Yourself (Happy Live Surprise au Japon) est un album Live du groupe canadien Sum 41, enregistré à London, Ontario, en avril 2005. Il regroupe des chansons de leurs albums Half Hour of Power, All Killer No Filler, Does This Look Infected et Chuck. Il fut d'abord publié au Japon avec un DVD incluant 5 chansons du concert et un sketch, Basketball Butcher. Les versions américaines et européennes furent publiées le 7 mars 2006 sans le DVD.

## Liste des pistes
1. The Hell Song
2. My Direction
3. Over My Head (Better Off Dead)
4. A.N.I.C.
5. Never Wake Up
6. We're All to Blame
7. There's No Solution
8. No Brains
9. Some Say
10. Welcome to Hell
11. Grab the Devil by the Horns and Fuck Him Up the Ass
12. Makes No Difference
13. Pieces
14. Motivation
15. Still Waiting
16. 88
17. No Reason
18. I Have a Question
19. Moron
20. Fat Lip
21. Pain for Pleasure